# Литванија на Светском првенству у атлетици у дворани 2012.
Литванија је на Светском првенству у атлетици у дворани 2012. одржаном у Истанбулу од 9. до 11. марта учествовала једанаести пут. Репрезентацију Литваније представљала су пет такмичара (1 мушкарац и 4 жене), који су се такмичили у четири дисциплине.
На овом првенству Литванија је по броју освојених медаља делила 25. место са једном освојеном медаљом (бронза). У табели успешности према броју и пласману такмичара који су учествовали у финалним такмичењима (првих 8 такмичара) Литванија је са два учесника у финалу делила 22. место са освојених 11 бодова. Поред тога оборена су три национална и шест лична рекорда и остварена осам најбоља резултата сезоне.
| Плас. | Земља     | 1. место | 2. место | 3. место | 4. место | 5. место | 6. место | 7. место | 8. место | Бр. финал. | Бод. |
| ----- | --------- | -------- | -------- | -------- | -------- | -------- | -------- | -------- | -------- | ---------- | ---- |
| =22.  | Литванија | 0        | 0        | 1        | 1        | 0        | 0        | 0        | 0        | 2          | 11   |

## Учесници
| Мушкарци: - Ритис Сакалаускас — 60 м | Жене: - Лина Гринчикајте — 60 м - Соната Тамошаитите — 60 м препоне - Ајрине Палшуте — Скок увис - Аустра Скујите — Петобој |  |

## Освајачи медаља

### Бронза
- Аустра Скујите — Петобој

## Резултати

### Мушкарци
| Атлетичар         | Дисциплина | Лични рекорд | Квалификације | Квалификације | Полуфинале | Полуфинале | Финале               | Финале      | Детаљи |
| Атлетичар         | Дисциплина | Лични рекорд | Резултат      | Место         | Резултат   | Место      | Резултат             | Место       | Детаљи |
| ----------------- | ---------- | ------------ | ------------- | ------------- | ---------- | ---------- | -------------------- | ----------- | ------ |
| Ритис Сакалаускас | 60 м       | 6,64         | 6,87 КВ       | 2. у гр. 6    | 6,69       | 3. у гр. 1 | Није се квалификовао | 9 / 57 (61) |        |

### Жене
| Атлетичарка        | Дисциплина   | Лични рекорд | Квалификације | Квалификације | Полуфинале | Полуфинале | Финале                | Финале       | Детаљи |
| Атлетичарка        | Дисциплина   | Лични рекорд | Резултат      | Место         | Резултат   | Место      | Резултат              | Место        | Детаљи |
| ------------------ | ------------ | ------------ | ------------- | ------------- | ---------- | ---------- | --------------------- | ------------ | ------ |
| Лина Гринчикајте   | 60 м         |              | 7,37 кв       | 3. у гр. 4    | 7,26 ЛР    | 5. у гр. 1 | Није се квалификовала | 12 / 62 (64) |        |
| Соната Тамошаитите | 60 м препоне |              | 8,27 КВ       | 3. у гр. 4    | 8,03 НР    | 3. у гр. 2 | 8,03 НР               | 4 / 28 (31)  |        |
| Ајрине Палшуте     | Скок увис    |              | 1,92 ЛРС      | 9             |            |            | Није се квалификовала | 9 / 18 (21)  |        |

Петобој
| Дисциплина   | Аустра Скујите | Аустра Скујите | Аустра Скујите | Аустра Скујите | Аустра Скујите | Аустра Скујите |
| Дисциплина   | Лич. рек.      | Резултат       | Бод.           | Плас.          | Укупно         | Плас.          |
| ------------ | -------------- | -------------- | -------------- | -------------- | -------------- | -------------- |
| 60 м препоне | 8,82           | 8,57 ЛР        | 1.002          | 6.             |                |                |
| Скок увис    | 1,85           | 1,90 ЛР        | 1.106          | 2              | 2.108          | 2.             |
| Бацање кугле | 17,63          | 16,26          | 946            | 2              | 3.054          | 1.             |
| Скок удаљ    | 6,39           | 6,24           | 924            | 6              | 3.978          | 2.             |
| 800 м        | 2:19,79        | 2:19,99 ЛРС    | 824            | 6              |                |                |
| Петобој      | 4.740 НР       |                |                |                | 4.802 НР       |                |